# كأس الأساتذة للتنس 2006
كأس الأساتذة للتنس 2006 (بالإنجليزية: 2006 Tennis Masters Cup)‏. هي بطولة كرة المضرب الختامية التي اقيمت عام 2006 في مدينة شانغهاي.

## الفائزون
- روجر فيدرير هزم  جيمس بليك 6–0, 6–3, 6–4 فردي الرجال.